# Olaf Werner
Olaf Werner (* 18. August 1939 in Köln; † 14. September 2024 in Jena) war ein deutscher Rechtswissenschaftler und Hochschullehrer.

## Leben
Werner studierte bis 1964 Rechtswissenschaft an der Universität zu Köln und wurde dort 1967 bei Ulrich Meyer-Cording mit einer Dissertation zum Thema Zulässigkeit und Grenzen der objektiv vergleichenden Werbung promoviert. 1968 wurde er Wissenschaftlicher Assistent und 1975 Wissenschaftlicher Oberrat an der Georg-August-Universität Göttingen. 1981 wurde er in Göttingen bei Uwe Diederichsen mit einer Arbeit zum Thema Die Aufnahmepflicht privatrechtlicher Vereine und Verbände habilitiert. Anschließend war er 1982–1984 außerordentlicher Professor an der Westfälischen Wilhelms-Universität Münster, 1984–1991 ordentlicher Professor an der Philipps-Universität Marburg und von 1991 bis 2004 an der Friedrich-Schiller-Universität Jena.
Während seiner Zeit in Jena war er als Inhaber des Lehrstuhls für Bürgerliches Recht, Zivilprozessrecht, Handels-, Gesellschafts- und Wirtschaftsrecht von 1991 bis 1994 erster Dekan nach der Deutschen Wiedervereinigung der dortigen rechtswissenschaftlichen Fakultät sowie von 1995 bis 1999 Vorsitzender des Deutschen Juristen-Fakultätentags und von 1996 bis 2004 Richter am Thüringer Oberlandesgericht. 1995  wurde er als ordentliches Mitglied in die Sächsische Akademie der Wissenschaften aufgenommen.
Er war Geschäftsführender Direktor des 2005 gegründeten Abbe-Instituts für Stiftungswesen und Geschäftsführender Herausgeber der Zeitschrift für Stiftungs- und Vereinswesen (ZStV).

## Veröffentlichungen (Auswahl)
- Fälle für Anfänger im Bürgerlichen Recht. München, 13. Aufl. 2016, Vahlen. ISBN 978-3-8006-4596-1.
- Fälle für Fortgeschrittene im Bürgerlichen Recht. München, 5. Aufl. 2015, Vahlen. ISBN 978-3-8006-5041-5.
- Beiträge zum Zivil- und Zivilprozessrecht – Ausgewählte Abhandlungen von 1969-1999. Baden-Baden 2012, Nomos. ISBN 978-3-8329-7122-9.
- mit Ingo Saenger: Die Stiftung – Recht, Steuern, Wirtschaft. Berlin 2008, BWV. ISBN 978-3-8305-0904-2.